# Saint Andrew's Society of the State of New York
La Saint Andrew's Society of the State of New York est la plus ancienne institution de charité de l'État de New-York. 
Elle se consacre à l'aide aux Écossais de la communauté de New York.

## Histoire
L'organisation est fondée à New York le 19 novembre 1756 par des pionniers écossais qui cherchaient à « soulager les personnes en détresse ». Elle porte le nom du saint patron de l'Écosse, Saint Andrew. Les anciens présidents de la société incluent Philip Livingston (le premier président), William Alexander, Lord Stirling (en), Andrew Carnegie et Ward Melville (en),. Parmi les anciens membres : Alexander Hamilton, Lewis Morris, John Witherspoon, le révérend David H. C. Read ou encore John Stewart Kennedy (en). 
En 1897, l'organisation révise sa constitution pour étendre l'éligibilité à l'adhésion aux descendants linéaires d'un Écossais, et pas seulement à un fils ou petit-fils d'un Écossais. En 1966, plus de 800 membres et invités honorent le saint patron, avec un dîner pour le 210e anniversaire de l'institution à l'hôtel Waldorf Astoria à Manhattan. 
En 1993, l'institution comptait 980 membres. En 2010, la constitution est de nouveau révisée, permettant cette fois aux femmes d'être admises comme membres de la société, Margaret Peggy Macmillan devenant la première femme à être admise.
De nos jours, l'association poursuit ses actions envers les nécessiteux écossais de New York via son programme d'aumôniers et dispose d'un programme de bourses qui permet à deux Écossais de fréquenter une école supérieure aux États-Unis et à trois étudiants américains de lignée écossaise de fréquenter une école supérieure dans une institution écossaise d'enseignement supérieur. 
Les événements sociaux de la Société comprennent le défilé du Tartan Day en avril et un banquet annuel en novembre. La Société parraine un service Kirkin 'o' the Tartan pendant la semaine du tartan en avril de chaque année. 
Les bureaux de la Société sont situés sur East 55th Street à Manhattan, qui abrite une collection de livres sur l'Écosse.

### Liste des Présidents
1. 1756-1757 : Philip Livingston
2. 1757-1758 : Adam Thomson
3. 1758-1759 : John Morin Scott
4. 1759-1761 : Andrew Barclay
5. 1761-1764 : William Alexander (en)
6. 1764-1766 : Alexander Colden
7. 1766-1767 : Walter Rutherfurd
8. 1767-1770 : Peter Middleton
9. 1770-1771 : John Murray
10. 1771-1772 : John Watts
11. 1772-1773 : William McAdam
12. 1773-1774 : Thomas Drummond
13. 1774-1785 : David Johnson
14. 1785-1792 : Robert R. Livingston
15. 1792-1798 : Walter Rutherfurd
16. 1798-1814 : Robert Lenox
17. 1814-1818 : James Tillary
18. 1818-1823 : Archibald Gracie
19. 1823-1828 : Robert Halliday
20. 1828-1831 : John Graham
21. 1831-1832 : John Johnston
22. 1832-1835 : David Hadden
23. 1835-1837 : Hugh Maxwell
24. 1837-1840 : David Hadden
25. 1840-1842 : David S. Kennedy
26. 1842-1851 : Richard Irvin
27. 1851-1862 : Adam Norrie
28. 1862-1864 : Richard Irvin
29. 1864-1865 : Robert Gordon
30. 1865-1867 : William Wood
31. 1867-1869 : John Taylor Johnston
32. 1869-1872 : Robert Gordon
33. 1872-1873 : James Moir
34. 1873-1876 : Robert Gordon
35. 1876-1879 : James Brand
36. 1879-1882 : John Stewart Kennedy
37. 1882-1884 : Walter Watson
38. 1884-1887 : John Stewart Kennedy
39. 1887-1889 : Bryce Gray
40. 1889-1893 : John Sloane
41. 1893-1895 : George Austin Morrison
42. 1895-1897 : J. Kennedy Tod
43. 1897-1898 : William Lyall
44. 1898-1899 : John Reid
45. 1899-1902 : Andrew Carnegie
46. 1902-1906 : W. Butler Duncan
47. 1907-1908 : Robert Frater Munro
48. 1910-1911 : Alonzo Barton Hepburn
49. 1912-1914 : George A. Morrison Jr.
50. 1915-1917 : William Douglas Sloane
51. 1918-1920 : Alexander Crombie Humphreys
52. 1921 : Alexander Walker
53. 1922-1923 : Alexander B. Halliday
54. 1924-1925 : John Sloane Jr.
55. 1926-1927 : Henry Moir
56. 1928-1929 : Charles P. McClelland
57. 1930-1931 : George McGeachin
58. 1932-1934 : James Sears McCulloh
59. 1935-1936 : Andrew Baxter
60. 1937-1938 : Maitland Dwight
61. 1938-1940 : Arthur Hunter
62. 1941-1942 : William W. Peake
63. 1943-1944 : Henry Jessup Cochran
64. 1945-1946 : Errol Kerr
65. 1946-1947 : Benjamin P. Watson
66. 1948-1949 : Ward Melville
67. 1950-1951 : Duncan M. Spencer
68. 1952-1953 : James A. Keillor
69. 1954-1955 : John Murdoch MacGregor
70. 1956-1957 : Thomas Pace Haig
71. 1958-1959 : David Bowie McVean
72. 1960-1961 : Hugh Seel MacLean
73. 1962-1963 : Allan C. George
74. 1964-1965 : Henry J. Cochran Jr.
75. 1966-1967 : Everett M. Clark
76. 1968-1969 : Nestor J. MacDonald
77. 1970-1971 : J. Sinclair Armstrong
78. 1971-1973 : Donald Gregg
79. 1973-1975 : David P. H. Watson
80. 1975-1977 : Gordon L. Barclay
81. 1978-1979 : Douglas Lachlan Maclean
82. 1979-1981 : John A. Fraser
83. 1981-1982 : John L. Coulson
84. 1983-1985 : Robert Campbell Jr.
85. 1985-1987 : David Graham Black Jr.
86. 1987-1989 : Robert F. Colquhoun
87. 1989-1991 : Geoffrey Gregg
88. 1991-1993 : Steven M. Draper
89. 1993-1995 : Robert Coe
90. 1995-1997 : Victor E. Stewart
91. 1997-1999 : Sean Stewart Macpherson
92. 1999-2001 : Roderick Errol Kerr Jr.
93. 2001-2003 : John Mauk Hilliard
94. 2005-2007 : Duncan Archibald Bruce
95. 2007-2009 : Alfred G. Bisset
96. 2009-2011 : Robert W. Ker III
97. 2011-2012 : William T. Maitland
98. 2012-2014 : Samuel F. Abernethy Esq
99. 2014-2016 : Thomas D. Halket
100. 2016-2018 : James Heggie III
101. 2018-2020 : Donald Sinclair Whamond Jr.
102. 2020-2022 : David M. Murphy
103. 2022- : Richard Porter